# Rafael Borges
Rafael Servando Borges Pellicer (25 de octubre de 1916, 16 de febrero de 2009) Reconocido Poeta del ámbito nacional venezolano, destacado durante la segunda mitad del siglo XX por medio de diversas publicaciones en diarios y revistas de circulación nacional, además de cuatro compilados donde mostró su capacidad en el género Lírico, se destacó por la composición de sonetos, himnos, octavas reales y décimas, cuyo tema central era el pueblo, sus costumbres y sus personajes. 

## Biografía
El poeta Rafael Servando Borges Pellicer nació en Guatire el 25 de octubre de 1916, en el recoveco que era Macaira por aquellos tiempos. Era hijo del músico y docente Rafael Vicente Borges y Sabina Pellicer. El menor de sus cinco hijos. Las primeras nociones educativas las recibió de doña Belén Blanco en su escuela de primeras letras, siendo complementadas por las del reconocido maestro Régulo Rico. Su desempeño educativo es extraordinario, razón por la cual es seleccionado junto a cuatro de sus compañeros para recibir el certificado de educación primaria de manos del propio ministro de educación en un acto en el Teatro Municipal de Caracas.> 
Por esos días se involucra en una agrupación llamada Acción Juvenil Guatireña la cual lograría la creación del primer instituto de educación secundaria de Guatire. Sin embargo, con la poca preparación formal que presenta el pro hombre ya se lanza al ruedo de la vida, empieza a trabajar siendo un adolescente en la Hacienda la Margarita, cercana al pueblo, allí funge como obrero en el procesamiento de la caña de azúcar. También lo hace en la construcción de la carretera que va al poblado cercano de Caucagua.
A pesar de ello no deja de lado el aprendizaje autodidacta que le permite ganar en intelectualidad, en 1945 acepta sustituir a su padre en la enseñanza de educación primaria en la escuela Nocturna. Ya en su mente hay rimas que harán que poco a poco aparezcan los versos. 
En 1948 se casó con Carmen Leonor Torres, unión de la que nacieron sus cinco hijos: Carlos Rafael, Magda Rosa, Alfredo Antonio, Leonardo y Nieves Eduardo. La poesía ya fluye por su mente y toma vida. A su primogénito dedica: “Por la cuesta de la noche”.
Un par de años después deja el trabajo en la escuela para dedicarse a la profesión que desempeñará durante 30 años: Fiscal de Aferación. Trabajo que siempre estuvo en segundo plano, ya que su creación lírica le daría protagonismo en su pueblo y Caracas.[cita requerida]

## Obra poética
El estilo en el que se desempeñó el autor es el género Lírico, expresado con facilidad en Poesía, es notable sus composiciones de Arte Mayor endecasílabas, sonetos principalmente, aunque no deja de presentar himnos, décimas y sonetillos. Sus primeras incursiones en este arte son presentadas en diarios y revistas de circulación nacional como lo son: Diario La Esfera, Revista Elite y El Nacional sorprendiendo a la intelectualidad caraqueña por su manejo de la técnica y la profundidad de las composiciones dedicadas a temas muy sencillos como lo son las costumbres de su pueblo, los personajes y los eventos que allí se generan.
Esto crea mayor expectativa sobre la publicación de trabajos compilatorios. El primero de ellos lo titulará "Los Portales de la Aurora”, publicado en 1957 está compuesto mayoritariamente por sonetos. En el prólogo, otro poeta venezolano de trayectoria, Héctor Villalobos, introduce al lector en una realidad tangible, la capacidad que tiene el poeta de cautivar por la profundidad del trabajo en contraste con la sencillez de los temas.
El siguiente trabajo será “Poética Narración” publicado en 1961, una narrativa cuyo tema central es el terremoto del 29 de octubre de 1900, suceso que afectó la región central de Venezuela, entre ellos al pueblo natal del autor. Él no es testigo del hecho, pero si recoge el testimonio de su padre y su maestro de letras, tomando inspiración para el suceso que presenta en octavas reales al estilo del italiano Francesco Petrarca.  La longitud del poema (25 octavas) pudiera ser un récord no comprobado.
El trabajo de Borges seguirá siendo productivo: En 1967 publica el tercer compilado, llamado “Leyenda del pozo de la Churca” el poema que da nombre al libro es una leyenda que tiene que ver con un río cercano a la población, incluye décimas, sonetos y cantos. Una de las piezas allí incluidas será una referencia al buen arte: “Adiós al loco Tomas”
El trabajo compositivo se reducirá drásticamente en las siguientes dos décadas; sin embargo, el interés sobre sus composiciones no disminuirá, impulsando a la Gobernación del Estado Miranda a publicar en 1994 un compilado que se titulará: “Obra Poética”. El prólogo será del escritor y político Guido Acuña que aprovechando la vivencialidad al ser coterráneos y amigos de la infancia, narra episodios de la vida de ambos que introducen al lector en el mundo íntimo localista que encontrará en los poemas compilados.

## Trabajo musical
El poema como género implica armonía. Sin embargo, más allá del canto a capela que él mismo practicó y el teatro, varios de los poemas fueron llevados al pentagrama por reconocidos músicos locales y foráneos. Destacan: “El Bambú”, musicalizado por el maestro Evencio Castellanos; “Aniversario de amor”, musicalizado por el cuatrista Antonio Machado y “Un Canto a Guatire” musicalizado por el maestro Pedro Muñoz.

## Poemas destacados
- “A mi madre muerta” soneto de 1951 incluido en su compilado Los Portales de la Aurora.
- “Himno del Grupo Escolar Elías Calixto Pompa” himno incluido en su compilado Los Portales de la Aurora.
- “Leyenda del Pozo de la Churca” de 1966 da nombre a su compilado Leyenda del Pozo de la Churca.
- “Adiós al Loco Tomas” décimas de 1959 incluidas en su compilado Leyenda del Pozo de la Churca.
- “El Deber” soneto de 1968 incluido en su Obra Poética.
- “Un Canto a Guatire” himno fechado el 6 de julio de 1984, decretado el 20 de septiembre de 1997 como himno del Municipio Zamora.

## Legado
Borges deja en sus poemas un legado para su pueblo y Venezuela convertido en testimonio de un tiempo que no se parece al actual. Su égloga, subgénero lírico con el que juega magistralmente dejando el recuerdo del Guatire de hace 50 años atrás. Es el autor de varios himnos. El más importante de ellos es el del Municipio Zamora hecho que de por sí lo inmortaliza. Rafael Borges murió el 16 de febrero de 2009. Varios colegios, agrupaciones musicales y cátedras de poesía, llevan su nombre en este Municipio.